# Jean-Marie Pfaff
Jean-Marie Pfaff (Lebbeke, 1953. december 4. –) belga labdarúgókapus.

## Életpályája

### Edzőként
A KV Ostende csapatával az 1998–99-es belga bajnokságban a szerény 14. helyezést érte el.

## Belgium "nagykövete"
Pfaff - Kim Gevaert, Justine Henin és korábbi csapattársa, Enzo Scifo társaságában - képviseli Belgiumot a 2018-as világbajnokság előkészítése során.

## Magánélete
Jean-Marie Pfaffnak 10 testvére van. Felesége, Carmen Seth, 1956. március 24-én született. Három lányuk van: Debby (született 1975-ben), Kelly (1977) és Lyndsey (1978).

## Sikerei, díjai

### Csapatban elért sikerei
- Belga bajnokság : 1979 (a KSK Beverennel).
- Német bajnokság : 1985, 1986 és1987 (Bayern München).
- Belga kupagyőztes : 1978 (KSK Beveren).
- Német kupagyőztes: 1984 és 1986 (Bayern München).

### Személyes díjai, elismerései
- Az év kapusa (IFFHS) : 1987.
- Aranycipő (Belgium) : 1978.
- Az év kapusa (Európa) : 1983, 1987.
- Az 1986-os világbajnokság legjobb kapusa.